# Akustische Unterwassertelefonie
Akustische Unterwassertelefonie ist ein Verfahren der Unterwasserkommunikation, bei dem Schall als Übertragungsmedium benutzt wird.

## Grundlagen
Wasserschall ist aufgrund der schlechten Ausbreitung elektromagnetischer Wellen insbesondere im Salzwasser eine akzeptable Alternative zur Kommunikation. Der Absorptionskoeffizient von Schall beträgt bei unter 20 kHz weniger als 5 dB/km und nimmt mit sinkender Frequenz stark ab.
Schallwandler beruhen heute auf dem Piezoeffekt, früher auch auf dem magnetostriktiven Effekt. Siehe hierzu auch Unterwassermikrofon und Unterwasserlautsprecher.

## System Gertrude
Das System wurde zwischen deutschen U-Booten im Zweiten Weltkrieg eingeführt und praktiziert und war hier unter dem Decknamen Gertrude bekannt. Das Sprachsignal wurde über Amplitudenmodulation in einen höheren Frequenzbereich verschoben, um einen besseren Störabstand zu erreichen. Es handelte sich um  Einseitenbandmodulation (oberes Seitenband) mit 9 kHz Trägerfrequenz. Es wurde das in der Telefonie gebräuchliche Frequenzband 300 Hz bis 3 kHz übertragen. Insbesondere im Flachwasser war der Empfang wegen der Mehrwegeausbreitung äußerst schlecht. Es stand auch nur dieser eine Frequenz-Kanal zur Verfügung. Die Reichweite war stark begrenzt und von der Wassertiefe und -temperatur abhängig. Gertrude funktionierte nicht durch die Thermokline.
Inzwischen wird Unterwasserkommunikation im Frequenzbereich von 10 Hz bis 1 MHz mit Reichweiten bis 1000 km eingesetzt. Die geringe verfügbaren Bandbreite, die große Latenzzeit, die Mehrwegeausbreitung, die Dämpfung, die Dispersion und der Dopplereffekt stören die Übertragung und lassen oft nur geringe Reichweiten und Datenraten zu.

## Anwendungen in der Gegenwart
Heute ist zum Beispiel Unterwassertelefonie zwischen Tauchern mittels Ultraschall gebräuchlich. Außer zur Sprachverständigung sind Datenübertragungen das Hauptanwendungsgebiet der Unterwasserkommunikation. Neben vorwiegend militärischen Anwendungen sei das Tsunami-Frühwarnsystem GITEWS genannt, welches aus einem Drucksensornetz auf dem Meeresboden besteht.
Das Kommunikationssystem Deep Siren verspricht einige 100 Kilometer Reichweite.